# Auguste Sardinoux
Pierre Auguste Sardinoux, né le 22 janvier 1809 à Anduze et mort le 2 février 1890, est un pasteur et théologien protestant. Il est professeur à la faculté de théologie protestante de Montauban (1847-1875).

## Biographie
Il fait ses études de théologie à Montauban et Strasbourg, où il soutient une thèse de baccalauréat en théologie du Nouveau Testament, intitulée « Dissertation critico-théologique sur le Logos de l'apôtre Saint-Jean » le 7 août 1830, sous la direction de Jean-Frédéric Bruch. Il complète sa formation par un séjour d'études d'une année à l'université de Heidelberg. Il est ordonné pasteur à Strasbourg en 1931, puis est aumônier et professeur d'allemand au collège royal de Tournon ((1832-1844). Il est ensuite pasteur de l'Église réformée à Faugères (1844-1847), puis il est nommé professeur de critique et d'exégèse du Nouveau Testament à la faculté de théologie protestante de Montauban, poste qu'il occupe jusqu'à sa retraite, en 1875. Il ajoute à cette fonction celle de directeur du séminaire de la faculté (1848-1865). Après sa retraite, il se retire à Fougères, dans l'Hérault.
Il est fondateur, avec Jean Samuel Conrad Kilian (1823-1904), de l'institution protestante des sourds-muets de Saint-Hippolyte-du-Fort en 1856 et de l'école préparatoire de théologie, d'abord à Montpellier, puis à Tournon. Il est membre du Conseil supérieur de l'instruction publique (1873-1878).

## Publications
- Commentaire sur l’Épitre de l’apôtre Paul aux Galates, Valence, Marc Aurel frères, 1837.
- Mémoire universitaire et ecclésiastique sur la Faculté de théologie protestante et le séminaire de Montauban, 1808-1878, Paris, Fischbacher, 1888, 468 p. (lire en ligne).

## Distinctions
- 1858 : chevalier de la Légion d'honneur[5].
- 1869-1875 : doyen de la faculté de théologie de Montauban